# Endagsløb (cykelsport)
 Denne artikel bør gennemlæses af en person med fagkendskab for at sikre den faglige korrekthed.
    Forfatter af tekst har mening om hvad er “legendarisk”. Resten er også noget vrøvl.

Endagsløb på landevej er en klassisk disciplin inden for cykelsporten. Hertil hører forårsklassikerne, der anses for de mest prestigefyldte løb at vinde næst efter de tre store etapeløb (Tour de France, Giro d'Italia og Vuelta a España). 
Det mest legendariske endagsløb er nok forårsklassikeren Paris-Roubaix, der er berømt for at være ekstremt teknisk og fysisk krævende, med flere strækninger hvor rytterne kører over dårligt vedligeholdte brostensbelægninger.
| Cykling | Spire Denne artikel om cykling er en spire som bør udbygges. Du er velkommen til at hjælpe Wikipedia ved at udvide den. |